# Hydaticus ineptus
Hydaticus ineptus är en skalbaggsart som beskrevs av Guignot 1953. Hydaticus ineptus ingår i släktet Hydaticus och familjen dykare. Inga underarter finns listade i Catalogue of Life.